# U-1000
U-1000 — средняя подводная лодка типа VII-C/41, времён Второй мировой войны. Заказ на постройку был отдан 14 октября 1941 года. Лодка была заложена на верфи судостроительной компании Blohm + Voss, Гамбург 18 декабря 1942 года под заводским номером 200. Спущена на воду 17 сентября 1943 года. 4 ноября 1943 года принята на вооружение и, под командованием обер-лейтенанта цур зее Вилли Мюллера вошла в состав 31-й флотилии.

## История службы
Совершила 1 боевой поход, успехов не добилась.
Сильно повреждена 31 августа 1944 года устанавливаемой с воздуха миной. 29 сентября снята со службы и, в конце концов, разделана на металл в 1944/45 годах.

### Первый поход
18 мая 1944 года U-1000 совершила короткий переход из Киля в Эгерсунн, откуда, собственно, 4 июня и начался её первый и единственный поход.
18 июня подобрала в море экипаж норвежского Mosquito (Эскадрилья 333/R Королевских ВВС, Якоб М. Якобсен (норв. Jacob M. Jacobsen) и Пер Си. Хансен (норв. Per C. Hansen), сбитого двумя днями ранее немецкой U-804 возле Норвегии. Пилоты были признаны военнопленными, а на следующий день, 19 июня, высажены в Бергене. Поход также был признан оконченным.
После этого субмарина совершила несколько коротких переходов:
- 25 июня в Арнёя
- 27 июля в Арендал
- 12 августа в Киль
- 15 августа в Готенхафен
- 26 августа в Кёнигсберг
- 29 августа в Пиллау

31 августа после выхода из Пиллау, подорвалась на британском минном поле «Тангерин» (англ. Tangerine) на устанавливаемой с воздуха мине и вернулась в порт. 29 сентября снята со службы в Кёнигсберге. Разделана на металл в 1944/45 годах.

## Командиры
- 4 ноября 1943 года — 29 сентября 1944 года — обер-лейтенант цур зее Вилли Мюллер (нем. Oberleutnant zur See Willi Müller)

## Флотилии
- 4 ноября 1943 года — 31 июля 1944 года — 31-я флотилия (учебная)
- 1 августа 1944 года — 29 сентября 1944 года — 8-я флотилия (учебная)